# LG V50 ThinQ
LG V50 ThinQ(LG V50 씽큐)는 LG전자가 설계하고 제조한 안드로이드 스마트폰이며, LG V 시리즈의 5번째 메인 모델이자 2019년형 모델이다. 2019년 2월 25일, 스페인 바르셀로나에서 개최된 MWC 2019에서 LG 프리미어 MWC 2019 행사를 통해 LG G8 ThinQ와 함께 공개되었다. 본래 2019년 4월 19일에 출시하기로 되었으나 5G 통신 성능 문제로 인해 출시가 연기되었다. 2019년 5월 10일, 대한민국 시장을 시작으로 순차적으로 해외 시장에 출시되었다.
LG전자 스마트폰 최초로 5세대 이동통신 규격인 5G NR을 지원하는 스마트폰이다. 전작인 LG V40 ThinQ와 마찬가지로 후면 트리플 렌즈, 전면 듀얼 렌즈로 전면과 후면 카메라의 갯수가 5개인 펜타 카메라가 탑재되었다. 그리고 전용 액세서리인 LG 듀얼 스크린을 통해 2개의 화면으로 사용할 수 있는 멀티테스킹 기능을 탑재했다. LG 듀얼 스크린은 원할 때마다 LG V50 ThinQ에 탈부착해서 사용하는 케이스의 형태를 띠고 있다. LG전자는 LG V50 ThinQ의 출시와 함께 2019년부터 LG V 시리즈는 5G 전용 스마트폰 라인업이 될 것이라고 밝혔다.

## 운영 체제 / 소프트웨어

### 안드로이드 9.0 파이
LG V50 ThinQ는 안드로이드 9.0 파이를 기본으로 탑재하고 출시되었다. 소프트웨어는 LG UX 8.0이 적용되었다.

### 안드로이드 10
2019년 10월 15일 LG전자는 LG V50 ThinQ와 함께 LG G8 ThinQ의 안드로이드 10 업데이트를 진행하였다. 또한 소프트웨어도 LG UX의 신버전인 9.0으로 업그레이드되었다.

### 안드로이드 12
2022년 6월 14일 메이저 업데이트를 진행하였다. 그 이후 동년도 11월 29일 40d 버전을 마지막으로 업데이트가 종료되었고, 2024년 어느 순간부터는 업데이트 서버에 조차 접속이 불가능하여 기존에 업데이트하지 않은 폰은 업데이트 할 방법 조차없다.

## 특수 기능

### 디스플레이

#### 뉴 세컨드 스크린
과거 LG V10과 LG V20에서 선보였던 세컨드 스크린을 게승한 노치 디자인의 디스플레이이다. 다만, 기존의 세컨드 스크린 같은 기능들이 적용되지 않았다. 디스플레이의 상단부에 노치 디자인이 적용되어, 전작인 LG G6 대비 상단의 좌우 베젤과 하단의 베젤이 줄어들었다. 이로 인해 기존의 18:9 화면비에서 19.5:9로 늘어났고, 본체가 좀 더 길어졌고, 6.1인치 디스플레이로 크기가 더 커졌다. 노치 디자인에 거부감을 느끼는 사람들을 위해 상단부 노치의 좌우 빈 공간을 원하는 색상으로 가릴 수 있는 사용자 색상 모드를 지원한다. 사용자가 고를 수 있는 색상은 검정, 회색, 그라데이션, 무지개 색 등이 있다. 다만, 사용자 색상 모드는 기본 홈화면이나 LG 앱에서만 적용이 가능하다.

### 카메라

#### AI 카메라
AI 카메라는 실행 시 AI가 피사체를 인식한 후 알아서 그에 맞는 색감, 반사광, 채광 등을 가진 촬영 모드를 추천해주는 기능이다. 인식하는 도중 "여자", "풍경" 등의 피사체의 정보가 담긴 단어가 화면에 뜨며, 터치 한 번으로 추천 모드를 실행할 수 있게 버튼을 띄워준다. 반려동물, 일출, 일몰, 풍경, 도시 등 총 19개의 촬영 대상을 인식할 수 있다.

### 오디오

#### Hi-Fi Quad DAC
DAC(Digital to Analog Converter)은 디지털 신호를 사람이 들을 수 있는 아날로그 신호로 변환해주는 장치이다. 쿼드 DAC는 디지털 신호의 잡음을 최대 50%까지 감소시켜서 원음에 가까운 소리를 낼 수 있게 해 준다. ESS 사의 Sabre 쿼드 DAC가 적용되었으며, 전작과 동일하게 24비트는 물론, 32비트 음원을 재생할 수 있다.

#### 붐박스 스피커
붐박스 스피커는 스마트폰 본체를 상자나 나무, 철재 등 다양한 재질의 테이블 등 속이 비어있는 물체 위에 올리면 스마트폰 본체가 울림통처럼 작동해 소리를 일반 스피커 대비 최대 10배 이상 증폭시켜주는 기능이다. 스마트폰이 물체 위에 올라갔을 때 기기 내부에 있는 진동자가 공명 현상을 일으켜서 대형 우퍼를 연결한 것과 같은 효과를 낼 수 있다. 붐박스 스피커는 저음역대의 음량이 최대 6 dB 이상 커져서 기존 스마트폰 대비 2배 이상 풍부한 중저음을 들을 수 있다. 이외에도 음악에 맞춰서 LED 플래시를 미러볼처럼 반짝이게 해주는 붐박스 쇼 기능이나 기기를 손에 쥐고 있을 때 더 강한 진동을 줄 수 있는 흔들 때 강한 진동 기능을 지원한다. LG전자는 사용자들이 야외활동을 할 때 큰 사운드로 음악을 즐길 수 있으며 블루투스 스피커의 대체재로 사용할 수 있다고 말했다.

#### DTS:X 입체 음향
LG전자는 오디오 전문 기업인 엑스페리와의 독점 파트너쉽을 통해 영화, 음악 등을 감상할 때 더 생생한 소리를 들을 수 있는 DTS:X 3D 입체 음향 기능을 지원한다. 와이드, 왼쪽, 오른쪽 총 3가지의 모드로 설정할 수 있으며 이어폰을 끼면 최대 7.1 채널의 입체 음향을 들을 수 있다. 이어폰을 끼지 않고 스피커로 소리를 들을 때에도 3D 입체 음향을 느낄 수 있다. 전용 콘텐츠뿐만 아니라 기본 음악 앱이나 비디오 앱 이외에도 어떤 콘텐츠의 종류에 상관없이 입체 음향 설정을 적용할 수 있다.

### 기타
전작인 LG V40 ThinQ에 이어서 일체형 배터리가 적용되었다.1.5m 수심에서 30분까지 작동할 수 있는 IP68 등급의 방수방진이 채택되었다. LG G8 ThinQ와 마찬가지로 미군에서 진행하는 내구성 테스트인 MIL-STD 810G 통과 인증을 받았다. Qi 표준 무선 충전을 지원한다. 퀄컴 사의 퀵차지 4.0을 적용해 고속 충전도 지원한다.

## LG 페이
LG 페이는 2017년 6월 1일부터 추가된 LG전자의 모바일 결제 서비스이다. 2019년, LG G8 ThinQ를 기점으로 북미 시장에 상륙했다. LG V50 ThinQ의 북미 모델도 이에 맞춰서 LG페이를 지원한다. 경쟁 중인 서비스는 애플 페이와 삼성 페이이며, 결제 방식으로는 NFC (근거리 무선 통신)와 MST (마그네틱 보안전송) 방식을 지원한다. 2024년 7월 31일 서비스를 종료하였다. 즉 LG페이로 결제할 수 없다.

#### 생체인식
LG V50 ThinQ는 전작들이 지원하는 패턴, 노크온, 얼굴인식, 에이리어 타입 지문인식을 모두 지원한다. 다만 LG전자 측에서는 전작들과 마찬가지로 보안이 취약할 수 있기 때문에 패턴, 노크온, 지문인식을 사용하길 권장했다.

## 색상
- 아스트로 블랙

## 같이 보기
- LG V 시리즈
- LG V40 ThinQ
- LG G8 ThinQ
- LG V50S ThinQ

## 경쟁 기종
- 삼성 갤럭시 S10 5G
- 삼성 갤럭시 노트10 5G
- 삼성 갤럭시 노트10 플러스 5G
- 아이폰 11
- 아이폰 11 프로
- 아이폰 11 프로 맥스
- 삼성 갤럭시 폴드